# Aousja
Aousja (arabisch عوسجة, DMG ʿAusaǧa) ist eine tunesische Stadt im Gouvernement Bizerte mit 3.980 Einwohnern (Stand: 2004).

## Geographie
Etwa 30 Kilometer nordwestlich von Aousja befindet sich die Stadt Bizerte. Nördlich von Aousja befindet sich die Stadt Ras Jebel, östlich der Ghar-El-Melh-See und nordwestlich die Stadt El Alia.